# Ali Spagnola
Alicia Dawn "Ali" Spagnola é uma cantora e compositora de músicas do genêro pop/rock/electro. Ela criou um álbum, o "Power Hour Drinking Game" que contém 60 músicas de um minuto que é um jogo de beber. Ela auto-lançou o álbum em uma unidade USB mantida dentro de um copo. Ela também criou vários toques de celular para vários telefones Android.

## Pinturas grátis
Em 2008, Spagnola iniciou um projeto chamado "Free Paintings". Ela recebe pedidos on-line através de seu site sobre o que ela deve pintar. Ela preenche um pedido por dia criando uma brilhante, arte pop, pintura acrílica de tamanho 12x12 ". Ela, em seguida, envia a pintura para o solicitante gratuitamente. Os pedidos são feitos a parti de quem está em primeiro na lista de espera. São milhares de pedidos que estão na fila de espera. Spagnola já completou mais de 2.500 pinturas para o projeto e ainda continua a criar uma nova pintura por dia.

## Música
Spagnola lançou quatro álbuns auto-publicados. Algumas dessas músicas foram apresentadas no The Real World da MTV e Bad Girls Club do Oxygen. Em dezembro de 2012, Huffington Post incluiu seu desempenho de "HuffPost Weird News" em seu "End Of The World Playlist".

### O Power Hour Drinking Game
Na faculdade, Spagnola começou a jogar "concertos de jogos de beber", tomando a ideia de uma "power hour" - beber 60 copos de cerveja em uma hora - e misturá-lo com um show ao vivo. Ela escreveu 60 músicas de um minuto e as tocou ao vivo enquanto as pessoas bebiam junto com cada música. Spagnola mais tarde gravou as músicas para criar Álbum The Power Hour. Ela também projetou, desenvolveu e fabricou seu novo Shot Glass USB, um copo com uma unidade USB removível que contém The Power Hour Album.

## Problema de registro de marca
Em 2010, Steve Roose, que comercializa um jogo de DVD chamado "Power Hour", registrou uma marca registrada do mesmo nome e logo depois começou a enviar ordens de cessar e desistir a Ali Spagnola. Spagnola anunciou suas intenções para lutar contra as alegações, e um professor de propriedade intelectual da Universidade de Pittsburgh afirmou que "se" Power Hour "é uma descrição genérica de" um jogo bebendo que envolve beber um tiro de álcool a cada minuto por uma hora , "Então o Sr. Roose não pode ter qualquer direito de marca em tudo."
Em dezembro de 2012, a marca Roose foi invalidada.

## Discografia
- Ali Spagnola (2007)
- Free of Style (2007)
- The Ego (2010)
- The Power Hour Album (2011)